# Nikolaï Aleksandrovitch Semachko
Pour les articles homonymes, voir Nikolaï Semachko et Semachko.
Nikolaï Aleksandrovitch Semachko (russe : Никола́й Алекса́ндрович Сема́шко), né le 8 septembre 1874 (20 septembre dans le calendrier grégorien) à Livenskaïa et mort le 18 mai 1949 à Moscou est un médecin, révolutionnaire russe et homme politique soviétique. Il est considéré comme le fondateur du système de santé de l'URSS.

## Biographie

### Formation et activisme révolutionnaire
Nikolaï Semachko est né le 8 septembre 1874 (20 septembre dans le calendrier grégorien) dans le village de Livenskoïe, dans l'ouiezd d'Eletski du gouvernement d'Orel (aujourd'hui le raïon d'Eletski (ru) dans l'oblast de Lipetsk. Son père est Aleksandr Severinovitch Semachko, sa mère Maria Valentinovna Plekhanova, sœur de Gueorgui Plekhanov. Son origine rurale et la proximité dans son enfance avec la paysannerie pauvre auraient marqué ses engagements personnels et politiques.
Il fait ses études secondaires au lycée de garçons d'Eletski, où il participe en classe terminale à un « cercle d'écriture et lecture » progressiste. Il s'inscrit en 1893  à la faculté de médecine de l'université de Moscou (ru). Il rejoint le POSDR en 1893. En 1895, il est arrêté et renvoyé dans son village natal, Livenskoïe, pour activisme, et il est placé sous surveillance policière publique. Il y lit, se forme lui-même et y continue son activité politique,
Il fait de même à Kazan, qu'il a rejoint en 1899 et où il réussit à achever en 1901 ses études à sa faculté de médecine, Il travaille ensuite comme médecin de quartier dans les gouvernements d'Orel et de Samara. Il part en 1904 à Nijni Novgorod, où il est un membre actif du comité du POSDR. Pendant les évènements révolutionnaires de 1905, il est un des organisateurs de la grève des usines des usines de Sormovo. Il est à nouveau arrêté.
En 1906, il part en exil à Genève, où il rencontre pour la première fois Lénine, ainsi que son beau-père Gueorgui Plekhanov. En août 1907 il est délégué de l'organisation bolchévique en Suisse au congrès de Stuttgart de la deuxième internationale. Il est arrêté par la police suisse à la suite du braquage de la banque de Tiflis, auquel il n'est pas directement lié,.
Avec les autres bolchéviques à l'étranger, il déménage en 1908 à Paris, où il devient en 1910 secrétaire du bureau de l'étranger du comité central du POSDR. Il prend part aux travaux de l'école du parti à Longjumeau en 1911. Le 27 mai 1911, alors membre et trésorier du bureau à l'étranger, il « liquide » et quitte cet organe en prenant avec lui la caisse et les livres comptables, ainsi que des documents liés à l'envoi des publications du parti sur le territoire russe.
Il représente le comité du parti à l'étranger à la VIe conférence panrusse du POSDR (ru) à Prague en 1911, et y présente un rapport sur les travailleurs des assurances. Il prend part aux mouvements sociaux-démocrates en Serbie et en Bulgarie en 1913 et est ensuite interné pendant la première guerre mondiale. Revenu en septembre 1917 à Moscou, il est choisi comme président de la fraction bolchévique du raïon de Piatnitsk. Il est délégué au 6e congrès du POSDR(b). Il participe à la préparation du soulèvement armé de Moscou, en organisant les secours médicaux aux insurgés.
Il est ensuite délégué au 10e et du 12e au 16e congrès du PCU(b).
Il est accusé de concussion en 1935, mais échappe aux procès de Moscou. Il prend ultérieurement part, en juin 1947, aux poursuites engagées à la suite de la campagne antisémite Cosmopolite sans racine contre les professeurs Nina Kliouieva (ru) et  Grigori Roskine (ru) dans le cadre de l'affaire du tribunal d'honneur.

### Responsabilités en matière de santé publique
Après la révolution d'Octobre, il est responsable du département médico-sanitaire du soviet de la ville de Moscou. Il défend en 1918, avec le soutien de Lénine le projet d'un organisme unique prenant charge l'ensemble des questions de santé et ayant des compétences réglementaires et devient le 11 juillet 1918  le 1er commissaire du Peuple à la santé de la RSFSR, fonction qu'il occupera jusqu'en janvier 1930.
Il conduit alors la lutte contre les épidémies de grippe espagnole, de typhus et de choléra, et établit les bases du système de santé soviétique, en mettant en place une organisation des soins et de la prévention au niveau des districts, en créant des établissements de protection maternelle et infantile et de protection de la santé des enfants et des adolescents et en mettant en place un réseau d'instituts d'études et de recherche scientifiques en médecine,.
En 1927, à la veille la remise en chantier de la collectivisation de l'agriculture, suspendue durant la NEP entre 1921 et 1927, et qui sera suivie des famines soviétiques de 1931-1933, il propose au cours de la conférence pan-soviétique sur l'alimentation publique la création d'un institut central de l'alimentation, qui piloterait et coordonnerait tous les travaux de recherche scientifiques dans ce domaine. Cet institut, créé en 1930, est aujourd'hui le Centre de recherche fédéral sur l'alimentation, les biotechnologies et la sécurité alimentaire (ru).
De 1930 à 1936 il est au Comité exécutif central panrusse (ru), membre du Praesidium, président de la commission de l'enfance, qui a comme priorités la protection des enfants abandonnés et à la rue et l'organisation de la prévention et les soins dans les établissements médico-sociaux pour enfants.

### Enseignement et activité scientifique
De 1921 à 1949, il enseigne en tant que professeur, titulaire de la chaire d'hygiène sociale de la faculté de médecine de l'université de Moscou, et à partir de 1930 au 1er institut de médecine de Moscou,.
En 1941, la chaire d'organisation de la santé que dirige Nikolaï Semachko, est évacuée à Oufa. En mars 1942 il revient à Moscou et commence à rassembler des éléments sur le rôle des établissements d'enseignement de la médecine en temps de guerre. Après celle-ci, il écrit sur ses conséquences sanitaires, et contribue à la réorganisation de la santé publique dans les territoires libérés.
Il devient membre de l'Académie des sciences médicales de l'URSS (ru) en 1944 et de l'Académie russe de l'enseignement (ru) en 1945. De 1945 à 1949, il exerce les fonctions de directeur de l'Institut d'hygiène scolaire de l'Académie russe de l'enseignement et en même temps de l'Institut de l'organisation de la santé et d'histoire de la médecine de l'Académie des sciences médicales de l'URSS, qui prendra son nom en 1965. Il est aussi à l'origine de la création de la Bibliothèque centrale de médecine (1918) et de la Maison des savants (ru) (1922). Il est de 1927 à 1936 rédacteur en chef de la Grande encyclopédie médicale (ru). Il a également été le premier président du Conseil supérieur de la culture physique et du sport (à partir de 1923) et la société pansoviétique d'hygiène (1940-1949).

### Décorations et distinctions
- Ordre de Lénine (19 septembre 1944) ;
- Ordre du Drapeau rouge du Travail[1].

### Postérité

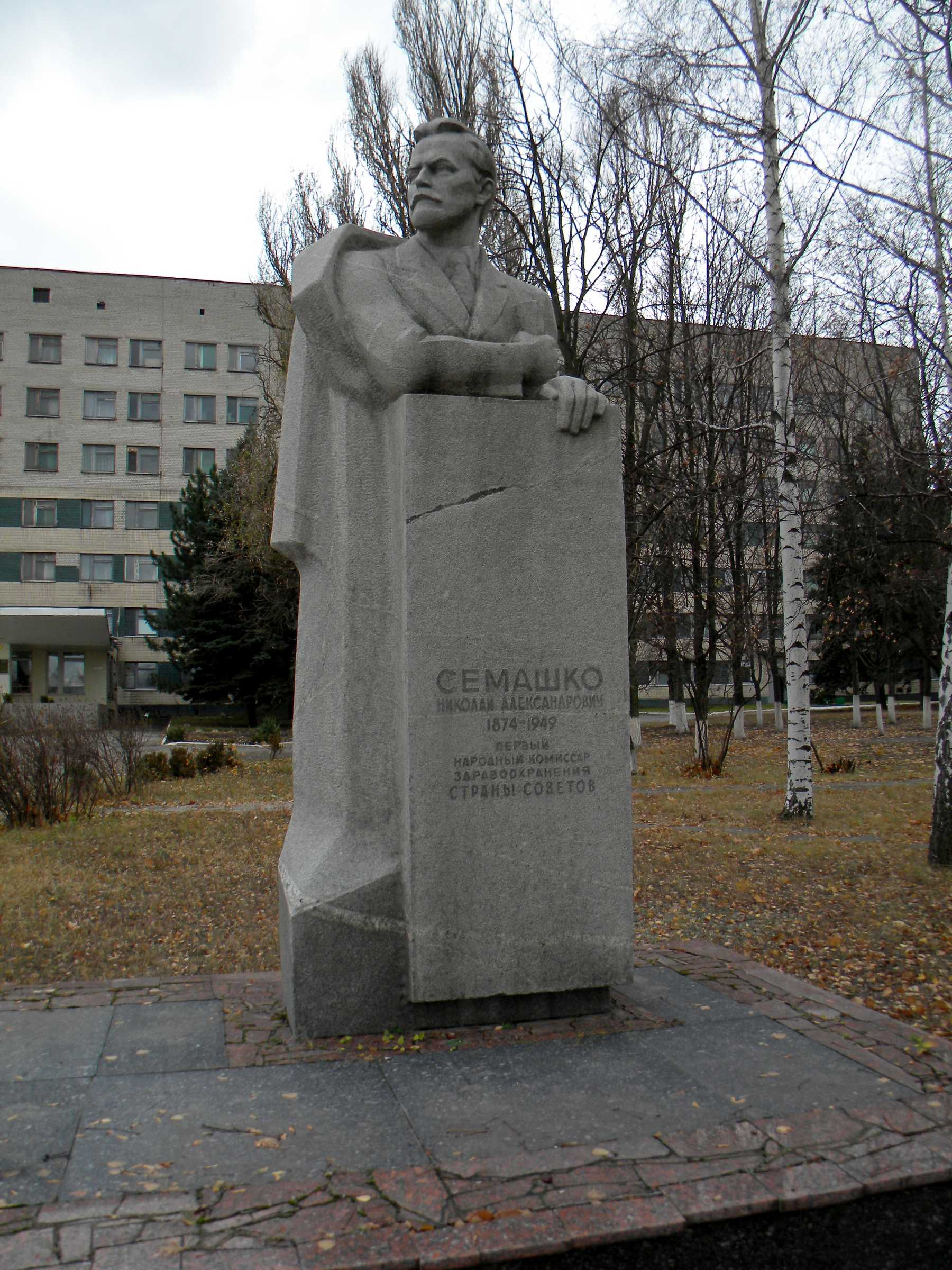
Monument à la mémoire de N. A. Semachko, à Dnipro, en Ukraine.

La chaire de santé sociale et de préservation de la santé de la Première Université de médecine Ivan Setchenov de Moscou porte son nom, ainsi que presque une trentaine d'établissements de santé et une vingtaine de rues en Russie.

## Système de santé Semachko
Nikolaï Semachko est considéré comme le fondateur du système de santé soviétique, et d'un modèle d'organisation qui porte en tout état de cause son nom. L'expression de « pyramide Semachko » est également utilisée. Cette organisation fournissait un niveau de soins acceptable, dont on avait besoin pour soigner les maladies courantes, et permettait d’assurer une couverture gratuite et universelle, pour un coût limité.
Il repose sur une différenciation de la délivrance des soins, avec cinq niveaux correspondant à la gravité de la maladie (district, quartier, et hôpitaux municipaux, régionaux et fédéraux) entre lesquels étaient orientés les patients. Au cœur de ce modèle se trouvait le médecin de district, qui était chargé de dispenser les soins médicaux à la population et d’assurer la coordination de ces soins dans le secteur dont il était responsable.
Une autre composante du système est la volonté de développer la prévention, en organisant notamment des consultations régulières de prévention, et un suivi épidémiologique, sanitaire et social du secteur.
Enfin, la santé maternelle et infantile est considérée comme la priorité et la condition de l'amélioration de la santé de l'ensemble de la population, et sa protection est organisée de façon spécifique,.

## Publications
- (ru) Пролетарская болезнь (туберкулез) [« La maladie prolétaire (la tuberculose) »], Rostov-sur-le-Don, отд. Гос. изд,‎ 1920, 16 p.
- (ru) Что такое курорты и как на них лечиться [« Qu'est-ce que les établissements thermaux et comment s'y soigner ? »], Moscou - Leningrad, Гос. изд.,‎ 1924, 32 p.
- (ru) На борьбу с пьянством [« En lutte contre l'ébriété »], Moscou - Leningrad, Гос. изд.,‎ 1926, 24 p.
- (ru) Против алиментной эпидемии или на алименты надейся, сама не плошай [« Contre les épidémies alimentaires et pour une bonne alimentation, aide-toi, cela t'aidera. »], Moscou, Охрана материнства и младенчества,‎ 1927, 20 p.
- (ru) Введение в социальную гигиену. [« Introduction à l'hygiène sociale »], Moscou, изд-во «Работник просвещения»,‎ 1927, 52 p.
- (ru) Десятилетие Октябрьской революции и охрана здоровья крестьян [« Dixième anniversaire de la révolution d'octobre et santé des paysans »], изд-во Наркомздрава Р. С. Ф. С. Р.,‎ 1927, 40 p.
- (ru) Берегись гриппа [« Se protéger de la grippe »], Moscou - Leningrad, Гос. изд-во,‎ 1927, 24 p.
- (ru) На путях к здоровой деревне [« Sur la voie de campagnes en bonne santé »],‎ 1929
- (ru) Что нужно трудящимся: религия или наука? [« De quoi ont besoin les travailleurs : de religion ou de science ? »], Moscou, Изд-во «Безбожник»,‎ 1930, 16 p.
- (ru) Наука и религия о здоровье [« A propos de la santé : science et religion »], Moscou, Госиздат РСФСР Московский рабочий,‎ 1930, 56 p.
- (ru) Советы, крепите оборону страны [« Soviets, tenez bon pour défendre le pays »], Moscou, Парт. изд-во,‎ 1932, 16 p.
- (ru) Культурное строительство в СССР. [« La construction de la culture en URSS »], Moscou, Власть советов,‎ 1934, 32 p.
- (ru) Право на отдых [« Le droit aux congés »], Moscou, Соцэкгиз,‎ 1936, 32 p..
- (ru) Право на социальное обеспечение [« Le droit au service social »], Moscou, Юрид. изд-во,‎ 1937, 38 p.
- (ru) Очерки по теории организации советского здравоохранения: принципиальные основы советского здравоохранения [« Esquisse pour une théorie de la santé soviétique : principaux fondements de la santé soviétique »], Moscou, АМН РСФСР,‎ 1947
- (ru) Личная гигиена [« Hygiène personnelle »], Sverdlovvsk, Свердл. обл. гос. изд-во,‎ 1950, 20 p.
- (ru) Избранные произведения, Moscou, Медгиз,‎ 1954, 339 p.
- (ru) Прожитое и пережитое, Moscou, Госполитиздат,‎ 1960, 120 p.

### Bibliographie

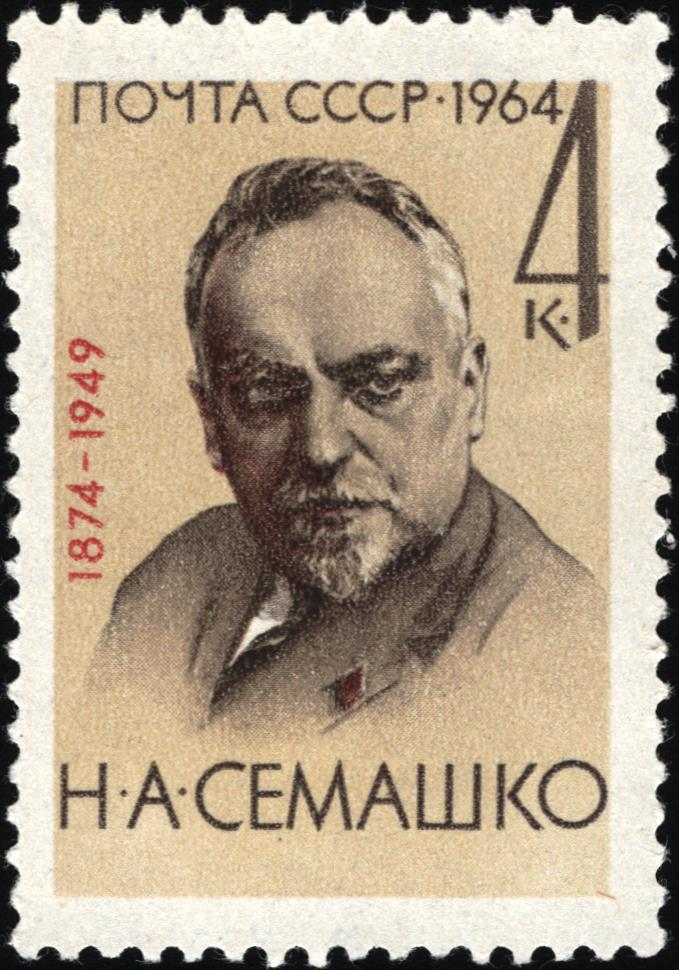
Timbre soviétique édité en 1964

#### Encyclopédies
- (ru) Семашко, Николай Александрови [« Semachko, Nikolaï Aleksandrovitch »], Moscou, Избранные произведения,‎ 1954 (lire en ligne), Большая биографическая энциклопедия (Grande encyclopédie biographique)
- (ru) Семашко Николай Александрович [« Semachko Nikolaï Aleksandrovitch »] (lire en ligne), Большая советская энциклопедия (Grande encyclopédie soviétique) (Lire en ligne en anglais)

#### Articles
- (fr + en) Igor Sheiman, « Du système Semashko à un nouveau modèle de santé: un chemin difficile pour la Fédération de Russie », Bulletin de l'Organisation mondiale de la Santé, no 91,‎ 2013, p. 320-321 (lire en ligne)
- « Organisation des services sociaux en U.R.S.S », Etudes et conjoncture - Economie mondiale, vol. 3, no 1,‎ 1948, p. 60–65 (ISSN 2409-5834, lire en ligne, consulté le 15 août 2017)
- (en) V.A. Reshetnikov, Yu.V. Nesvizhsky, N.A. Kasimovskaya, « N.A. Semashko – theorist and organizer of public health », History of medicine (История медицины), no 3 (3),‎ 2014, p. 24-29 (lire en ligne [PDF])
- (en) G.L. Mikirtichan, « N.A. Semashko and his role in the development of the soviet system for the protection of motherhood and infancy », History of medicine (История медицины), no 3 (3),‎ 2014, p. 38-53 (ISSN 2409-5834, lire en ligne [PDF])
- (en) O.A. Trefilova, « Nikolai Semashko – social activist and health care organizer », History of medicine (История медицины), no 3 (3),‎ 2014, p. 55-72 (lire en ligne [PDF])
- (en) М.Y. Chernichenko, « N.A. Semashko – the first people’s commissar of health: A new century – new research horizons », History of medicine (История медицины), no 3 (3),‎ 2014, p. 55-72 (lire en ligne [PDF])
- (ru) Капков Л. П. (L. P. Kapkov), « Низложен, но не побеждён » [« Détrôné, mais non vaincu »], Туберкулёз и болезни лёгких : журнал, vol. 87, no 3,‎ 2010, p. 58—63 (ISSN 2075-1230)
- (ru) Александр Механик (Aleksandr Mekhanik), « Пирамида Семашко » [« La pyramide de Semachko »], sur expert.ru (Эксперт : журнал),‎ 2011 (№ 30—31 (764)) (consulté le 17 août 2017), p. 68-72

#### Ouvrages
- (ru) Слонимская И. А.,, Указатель печатных работ Николая Александровича Семашко [« Index des travaux imprimés de Nikolaï Aleksandrovich Semachko »], Moscou, Изд-ва АМН.,‎ 1947, 24 p.
- (ru) Гейзер И. М., (I. M. Geyser), Николай Александрович Семашко (1874-1949) : Биобиблиография [« Nicolaï Aleksandrovich Semachko (1974*1949) : Biobibliographie »], Moscou, Изд-во Акад. мед. наук СССР,‎ 1950 (1951), 32 p.
- (ru) Горфин Д. В. (D. B. Gordien), Вопросы сельского здравоохранения в трудах и деятельности Н. А. Семашко / Ин-т организации здравоохранения и истории медицины им. Н. А. Семашко [« Les questions de la santé rurale dans les travaux et l'action de N. A. Semachko / Institut Semachko d'organisation de la santé et d'histoire de la médecine »], Moscou, Медгиз,‎ 1959, 56 p.
- (ru) Мирский М. Б. (M. B. Mirski), Главный доктор республики [« Le docteur le plus important de la République »], Moscou, Политиздат,‎ 1964
- (ru) Чачко М. И. (M.I. Tchatchko), Повесть о народном комиссаре [« Le commissaire du peuple. Nouvelle »], Moscou, Издательство политической литературы,‎ 1972, 268 p.
- (ru) Лаврова И. Г. (I. G. Lavrova), А. Семашко : (Жизнь, деятельность, творчество) : К 100-летию со дня рождения : (Материал для лекции с диапозитивами) /  — [« A. Semachko (vie, activité, œuvre) : pour les 100 ans de sa naissance (matériel pour des conférences et diapositives) »], Б. и. (Центр. науч.-исслед. ин-т сан. просвещения М-ва здрав. СССР),‎ 1974, 27 p.
- (ru) Ласкин С.Б. (S. B. Laskine), Главный доктор республики [« Le docteur le plus important de la République »], Детская литература,‎ 1977, 128 p.
- Fossadier R., Katzipan E., Perrin C., Udon E., La santé et la révolution, Russie soviétique, 1917-1924, Paris, Les Bons Caractères, 2022, 144 p. (ISBN 9782493083135, présentation en ligne)
- (ru) Петров Б. Д., Потулов Б. М.  (B. D. Petrov, B. M. Poloutov), Н. А. Семашко [« N. A. Semachko »], Moscou,‎ 1974, 206 p.
- (ru) Сорокина Т. С.  (T. S. Sorokina), Глава 9. Становление советского здравоохранения и медицины (первые годы советской власти) [« Chapitre 9. La formation de la santé et de la médecine soviétique (premières années du pouvoir soviétique) »], Moscou, Академия,‎ 2004, 560 p., История медицины (Histoire de la médecine)

#### Audios
- (ru) « Семашко - речь о социальном значении здравоохранения в государстве » [« Semachko - Discours (audio) sur la signification sociale de la santé pour l'Etat »], sur reportage.su (consulté le 18 août 2017)